# TOPIX
Tokyo Stock Price Index или TOPIX — важный фондовый индекс Японии, второй по значимости индекс фондового рынка Японии. Индекс рассчитывается Токийской фондовой биржей как Среднее арифметическое взвешенное по рыночной капитализации цен акций компаний, принадлежащих к первому сегменту Токийской фондовой биржи (компании с большой капитализацией). При вычислении капитализации учитываются акции, находящиеся в свободном обращении.
Впервые TOPIX был опубликован 1 июля 1969 года с базовым значением 100 пунктов. Список компаний, охваченных индексом, пересматривается два раза в год — в январе компании могут быть добавлены или удалены из списка, в июле — только добавлены. Индекс вычисляется каждые 15 секунд в рабочие дни биржи.

## Субиндексы
Наряду с основным индексом Токийская фондовая биржа вычисляет также серию субиндексов:
- TOPIX Core 30 — акции 30 самых крупных и ликвидных японских компаний, зарегистрированных на Токийской фондовой бирже;
- TOPIX Large 70 — акции 70 японских компаний, следующих после компаний из TOPIX Core 30 по величине и ликвидности;
- TOPIX Mid 400 — акции 400 японских компаний, следующих после компаний из TOPIX Large 70 по величине и ликвидности;
- TOPIX Small — акции японских компаний, не попавших в TOPIX Mid 400;
- TOPIX 100 — компании из TOPIX Core 30 и TOPIX Large 70;
- TOPIX 500 — компании из TOPIX 100 и TOPIX Mid 400;
- TOPIX 1000 — компании из TOPIX 500 и первые 500 компаний из TOPIX Small;
- 33 субиндекса для различных отраслей экономики.

Токийская фондовая биржа вычисляет также версии вышеназванных индексов, учитывающие выплаченные дивиденды (англ. Dividend-included TOPIX). Такие индексы отражают суммарный доход на капитал и используются многими инвестиционными фондами для сравнительной оценки развития стоимости инвестиционного портфеля.